# Haidachstellwand
Die Haidachstellwand ist ein 2192 m ü. A. hoher Berg im Rofangebirge in den Brandenberger Alpen im österreichischen Bundesland Tirol.

## Name
Die Haidachstellwand war früher auch unter dem Namen Heiderstellwand bzw. Heidachstellwand bekannt. Dieser Name leitete sich laut Überlieferungen vom Bewuchs der Berghangflächen mit Heidekräutern ab. Andere frühere Namensherleitungen beziehen sich auf einen alten Ausdruck Hoadrach für Nebel.

## Umgebung
Die Haidachstellwand liegt in den westlichen Brandenberger Alpen, dem Rofangebirge, südlich der Rofanspitze. Der nächstgelegene Ort ist Maurach am Achensee in einer Entfernung von etwa drei Kilometern (Luftlinie).

## Touristische Erschließung
Daten für eine Erstbesteigung der Haidachstellwand sind nicht gesichert überliefert, da das Gebiet schon seit langer Zeit besiedelt wurde und die Gipfel des Rofan zumeist relativ leicht bestiegen werden können. Durch die 1959 eröffnete Rofanseilbahn ist ein Ausgangspunkt für die Ersteigung des Gipfels, die Erfurter Hütte, für Wanderer einfach erreichbar. Das Gipfelkreuz kann von Norden über einen Klettersteig (B/C) oder einen Normalweg erreicht werden, ebenso erreicht man den Gipfel von Südwesten über einen kurzen Klettersteig (B) oder einen teilweise versicherten Normalweg. Der Klettersteig auf die Haidachstellwand wird auch als Hans-Obholzer-Gedächtnis-Klettersteig bezeichnet.
Seit 2010 ist die Haidachstellwand eine Sektion des Achenseer 5-Gipfel-Klettersteigs.

## Zugänge
Als Ausgangspunkt für die Besteigung der Haidachstellwand können verschiedene Alpenvereinshütten dienen:
- Erfurter Hütte (1834 m ü. A.), Gehzeit: 1½ Stunden
- Bayreuther Hütte (1576 m ü. A.), Gehzeit: 3 Stunden